# Porwanie Europy (obraz Walentina Sierowa)
Porwanie Europy, ros. Похищение Европы, Pochiszczenije Jewropy – obraz olejny malarza rosyjskiego Walentina Sierowa. Dzieło powstało w 1910 roku. Znajduje się w Galerii Tretiakowskiej. Obraz nawiązuje do motywu porwania Europy przez Zeusa w postaci byka.

## Historia obrazu
Pomysł na stworzenie obrazu pojawił się u Walentina Sierowa podczas podróży do Grecji, dokąd udał się z przyjacielem Léonem Bakstem w 1907 roku. Wyjazd był spowodowany przygotowaniami do pracy nad freskami dla Muzeum Sztuk Pięknych im. Puszkina w Moskwie. W trakcie podróży Sierow zwiedził Kretę i pałac Knossos.
Badacze twórczości Sierowa stwierdzają, że Porwanie Europy malarz tworzył po powrocie do Moskwy. W planach było namalowanie monumentalnego panneau, a nie obrazu w rodzaju malarstwa tablicowego.

## Opis obrazu
W obrazie Sierow zastosował charakterystyczną dla modernizmu stylizację. Kompozycja odbiega od kanonów malarstwa akademickiego. Zbudowana jest na linii przekątnej (kompozycja diagonalna), biegnącej z lewego dolnego kąta do prawego górnego. Sylwetki postaci są wyciągnięte wzdłuż tej linii, co ma za zadanie pokazanie ruchu. Kształty płynących są wyraźne, a morze i wielkie fale zaburzają poziomą płaszczyznę nieba. Ruch i położenie delfinów jest odzwierciedleniem byka – Zeusa, co wzmacnia wrażenie dynamiki obrazu.
Kolorystyka dzieła także odbiega od dotychczasowej tradycji malarskiej. Paleta barw jest charakterystyczna dla późnego okresu twórczości Sierowa. Wbrew wcześniejszemu zwyczajowi przedstawiania w motywach porwania Europy białego byka, malarz namalował go rudym. Wyraźnie jest widoczny na tle fioletowego morza.
Postacie Europy i Zeusa-byka są ze sobą złączone, jednocześnie stanowią w stosunku do siebie kontrast. Pewne boskie postura i spojrzenie byka są przeciwstawione delikatności i kruchości dziewczyny. Spojrzenie byka jest skierowane w stronę Europy, wyraża w nim swoje pożądanie i miłość. Rogi zwierzęcia układają się w kształt liry. Pozycja księżniczki przedstawiona jest z dużym stopniem realizmu. Rysy jej lica nawiązują do twarzy starożytnych kor z ateńskiego Partenonu: skośne nieco oczy, charakterystyczne proporcje nosa, ust i policzków.

## Inne wersje
Sierow stworzył kilka wariantów obrazu Porwanie Europy. Są przechowywane w prywatnych kolekcjach oraz w Muzeum Rosyjskim w Sankt Petersburgu (np. tempera, gwasz na kartonie, 40 × 52 cm czy akwarela na papierze, 25,3 × 31,5 cm), kilka w Galerii Tretiakowskiej (np. tempera na płótnie, 138 × 178 cm).